# Johnny Pesky
John Michael Pesky, nato John Michael Paveskovich, detto Johnny (Portland, 27 febbraio 1919 – Danvers, 13 agosto 2012), è stato un giocatore di baseball statunitense. 
Conosciuto con i soprannomi di The Needle (L'ago) e Mr. Red Sox. È stato un interbase e terza base della MLB per 1270 partite tra il 1942 e il 1954. Pesky mancò le stagioni dal 1943-1945 in quanto impegnato nella Seconda Guerra Mondiale.